# アウトサイダー (1983年の映画)
『アウトサイダー』（The Outsiders）は、1983年に公開されたアメリカの映画で、80年代の青春映画ブームの先駆けとなった代表的作品。
ブームはジョン・ヒューズの『ブレックファスト・クラブ』(85)、ジョエル・シュマッカーの『セント・エルモス・ファイアー』(85) の中心の出演者がブラット・パックとして続いた。
『アウトサイダー』は当時、アメリカで人気のあったYA（ヤング・アダルト）小説のベストセラーとなったS・E・ヒントンの同名小説（日本語訳は集英社コバルト文庫刊）をフランシス・フォード・コッポラが映画化した。『ランブルフィッシュ』、『コットンクラブ』と続く、コッポラのYA三部作の第一作であり、マット・ディロンは本作に続き『ランブルフィッシュ』に、紅一点のダイアン・レインは三部作すべてに出演した。
主役を演じたのはC・トーマス・ハウエルであり、それ以外に、後にYAスター（ブラット・パック）と呼ばれることになるロブ・ロウ、トム・クルーズ、ラルフ・マッチオ、パトリック・スウェイジ、エミリオ・エステべスといった若手人気俳優が出演した。当時の映画雑誌の人気投票は彼らで独占され、トム・クルーズの『アウトサイダー』の出演は『卒業白書』、『トップガン』のブレイクに繋がり、トップスターのひとりになった。
パトリック・スウェイジは2009年9月14日に57歳、膵臓癌で死去した。

## ストーリー
オクラホマ州タルサでは、貧困層の若者のグループ「グリース」と、富裕層のグループ「ソッシュ」が対立していた。
「グリース」のダラスは施設帰りで、常にタフガイとして振る舞っていた。14歳の少年ポニーボーイは両親を失い、兄2人と共に生活している。ジョニーは「ソッシュ」のメンバーに殴られた時の傷が残っている。3人はドライブインシアターに潜り込み、チェリーと出会う。彼女は「ソッシュ」の仲間だったが、ポニーボーイ達に興味を持つ。帰り道、「ソッシュ」のメンバーが現れて一触即発となるが、チェリーの仲裁で喧嘩にはならなかった。その後、ジョニーは両親の喧嘩が嫌で家に帰らず、ポニーボーイと一緒に空き地で過ごす。帰りが遅くなったポニーボーイは、長兄ダリーにきつく叱られたため家を飛び出し、ジョニーと公園に行く。そこで2人は「ソッシュ」に絡まれ、リンチにかけられたポニーボーイを助けようとしたジョニーが、「ソッシュ」のメンバーのボブを刺殺してしまう。
ダラスのアドバイスで、ポニーボーイとジョニーは街から逃げ、古い教会に身を潜めた。2人は読書やトランプをしながら日々をやり過ごす。ポニーボーイは、美しい朝焼けを見ながら、ロバート・フロストの詩を暗唱した。「黄金の色はあせる」。ある日、ダラスが教会を訪れ、3人で外出。その間に、教会に子ども達が来ていたが、教会が火事になってしまう。ポニーボーイとジョニーは、取り残された子ども達を助けるため、ダラスの制止を振り切って、燃える教会へ走る。ダラスの協力もあって子ども達は救出されたが、ジョニーは重傷を負った。
「グリース」の不良少年が英雄になったというニュースは、タルサで知れ渡る。「ソッシュ」のランディも戸惑いを覚え、仲間に聞かれないよう車の中にポニーボーイを誘い、腹を割って話す。一方、ジョニーの体には障害が残り、かつては自分の境遇を嘆き自殺したいと思っていたジョニーが、ポニーボーイに「死にたくない」と語る。
「ソッシュ」の決闘を前にして、ポニーボーイはチェリーと会う。彼女は、ポニーボーイへの好意と、ボブを殺したジョニーを憎む気持ちで揺れ動いていた。両グループの決闘には、教会で負った怪我が完治していないダラスも駆けつけ、激しい喧嘩の末「グリース」が勝つ。しかし、ダラスとポニーボーイがジョニーの病室に行くと、ジョニーはダラスに「喧嘩はよせ」、ポニーボーイに「Stay gold」と言い残して息を引き取る。
ジョニーの死に激しいショックを受けたダラスは、日頃のようにタフな振る舞いもできず、ポニーボーイは悪い予感を抱く。そして、自暴自棄になったダラスは、衝動的に強盗をしてしまい、警官に射殺される。ポニーボーイは、ジョニーが残した手紙を読む。ジョニーは、子ども達のために自分が犠牲になったことを後悔せず、子どもはみな黄金で、その心を持ち続けてほしい、ダラスにもそれを分かってほしいというジョニーの気持ちが綴られていた。

## キャスト
| 役名                         | 俳優                   | 日本語吹替                                                              | 日本語吹替                                                            |
| 役名                         | 俳優                   | フジテレビ版                                                            | ソフト版                                                              |
| ---------------------------- | ---------------------- | ----------------------------------------------------------------------- | --------------------------------------------------------------------- |
| ポニーボーイ・カーティス     | C・トーマス・ハウエル  | 岡本健一                                                                | 野島健児                                                              |
| ダラス                       | マット・ディロン       | 杉本哲太                                                                | 伊藤健太郎                                                            |
| ジョニー                     | ラルフ・マッチオ       | 中原茂                                                                  | 保志総一朗                                                            |
| ダレル（ダリー）・カーティス | パトリック・スウェイジ | 野島昭生                                                                | 置鮎龍太郎                                                            |
| ソーダポップ・カーティス     | ロブ・ロウ             | 中尾隆聖                                                                | 坂詰貴之                                                              |
| ツー・ビット                 | エミリオ・エステベス   | 飛田展男                                                                | 高木渉                                                                |
| スティーヴ                   | トム・クルーズ         | 井上和彦                                                                | 花輪英司                                                              |
| ティム                       | グレン・ウィスロー     | 橋本晃一                                                                |                                                                       |
| チェリー                     | ダイアン・レイン       | 平野文                                                                  | 魏涼子                                                                |
| ボブ                         | レイフ・ギャレット     | 堀秀行                                                                  | 樫井笙人                                                              |
| ランディ                     | ダレン・ダルトン       | 速水奨                                                                  |                                                                       |
| マルシア                     | ミシェル・メイリンク   | 鶴ひろみ                                                                |                                                                       |
| バック                       | トム・ウェイツ         |                                                                         | 小原雅一                                                              |
| ジェリー                     | ゲイラード・サーテイン | 屋良有作                                                                |                                                                       |
| 少女                         | ドミノ                 |                                                                         |                                                                       |
| 看護師                       | S・E・ヒントン         | 吉田理保子                                                              |                                                                       |
| その他                       | N/A                    | 榊原良子 熊倉寛之 村松康雄 小野健一 堀川亮 千原江里子 古田信幸 丸山信彦 | 川中子雅人 北川勝博 城雅子 望月健一 森谷恵利 細野雅世 白熊寛嗣 遠藤真 |
|                              |                        |                                                                         |                                                                       |
| 演出                         |                        | 山田悦司                                                                | 安江誠                                                                |
| 翻訳                         |                        | 鈴木導                                                                  | 今井朗子                                                              |
| 制作                         |                        | ニュージャパンフィルム                                                  | グロービジョン                                                        |
| 初回放送                     |                        | 1985年9月7日 『ゴールデン洋画劇場』                                     |                                                                       |

## 製作

### 背景
フランシス・フォード・コッポラは、ある高校生の勧めで小説を読み、この作品は若者だけのためではなく青春を過ごしたすべての人々のためだと確信したという。撮影は原作の舞台であり、原作者であるS・E・ヒントンの出身地でもある、オクラホマ州タルサで行われた。
前作『ワン・フロム・ザ・ハート』(82) の失敗で自らのスタジオを売却することになったコッポラは、再起を目指して撮影を行った。

### キャスティング
主役を演じたC・トーマス・ハウエルは、3,000人のオーディションの中からコッポラが選んだ。コッポラはオーディション前の面談の当初から17歳のマット・ディロンに入れ込んでいた。コッポラの娘、ソフィア・コッポラ、原作者のヒントンも端役で出演した。ミッキー・ロークはダラス役のオーディションで年齢を理由に不採用だったが次のマット・ディロンと共演の『ランブルフィッシュ』(83) に重要な兄役に起用された。コッポラの甥であるニコラス・ケイジもひとつの役にこだわったため不採用になり『ランブルフィッシュ』で起用になった。
ロブ・ロウは撮影中、映画の勉強として黒澤明のファンであるコッポラから、毎週のように『七人の侍』を見せられたという。

### テーマ
S・E・ヒントンの原作『The Outsiders』はロバート・フロストの「Nothing Gold Can Stay（金色は永遠に輝くことはない）』という詩がテーマになっている。
日本での公開は1983年8月27日。主人公と同じティーンエージャー向けに、ジョニーが最期に残した台詞「Stay gold」をどう訳すかという公募があった。

## 音楽
主題歌「ステイ・ゴールド」は、カーマイン・コッポラ作曲、スティーヴィー・ワンダーが作詞と歌を担当した。

## 評価
コッポラの眼力に適ったYAスターに当時の若者は熱狂し、スティーヴィー・ワンダーが歌う名曲「ステイ・ゴールド」のインパクトの影響もあり『アウトサイダー』は1983年映画雑誌スクリーンの読者ベストテンで1位に輝いた。
映画批評集積サイトRotten Tomatoesでは批評家レビュー52件、批評家支持率は71%、一般支持率82％(評価数10万件)、一般平均点は5点満点で4.1点となっている(2025-7)。
垣井道弘は、自身の好きな映画の一つであり、ジョニーの台詞が印象に残っているといい、おかむら良はスティービー・ワンダーが歌った主題曲の歌詞がよくて感動したとしている。フランスの雑誌『GQ』は、フランシス・フォード・コッポラが監督した知名度の低い傑作5作の一つに選んだ。

## Blu-ray 4K
- 米国盤『アウトサイダー』2021年11月9日（ワーナー）
- UK盤『アウトサイダー』2021年11月8日（スタジオカナル）リリース

THE OUTSIDERS THE COMPLETE NOVEL - 4K UHD BLU-RAY／4K DIGITAL RESTORATION
「今回収録されるのは、35mmオリジナルカメラネガからの2021年4Kスキャン･デジタルレストア／劇場公開版、そして2021年4Kスキャン･デジタルレストア／2021年再編集版『THE OUTSIDERS THE COMPLETE NOVEL』の2バージョン。
さらにサウンドトラックも新たにレストア･ミックス。UK版は豪華特典同梱（サントラCD、ブックレット、ポスター、ポストカード／BLU-RAYはR-B仕様）」

## コレクターズ・エディション Blu-ray
2012年12月5日リリース　NBCユニバーサル・エンターテイメントジャパン　ジェネオン・ユニバーサル
■バージョンのおことわり
- 本編はディレクターズ・カット版を収録

これは2005年にフランシス・コッポラの手によって再編集されたもので、シーンやエピソードの追加、BGMの差し替えを行ったもの。
なお、本編に収録されている日本語吹替音声は現存する劇場公開版のものをそのまま収録。
その為、追加シーンの音声がない部分は字幕スーパー
【映像音声特典】
(英語表記訳のため、メニュー上の日本語表記と異なる可能性)
- コッポラ監督のイントロダクションと本編音声解説
- M・ディロン、C・トーマス・ハウエル、ダイアン・レイン、ロブ・ロウ、ラルフ・マッチョ、パトリック・スウェイジによる本編音声解説
- アウト・サイダーを振り返る
- S.E.ヒントンによるタルサ ロケ地案内
- キャスティング
- NBCニュース
- 削除&追加シーン
- 出演者による原作からの朗読
- 1983年劇場版予告編

## ディレクターズカット版　DVD
2005年、未公開シーンを大幅に加え、サウンドトラックも一新した113分のディレクターズカット版が製作され、タルサでプレミア公開された。

## 舞台
2024年4月、S・E・ヒントン原作、コッポラの同映画を基にしたアンジェリーナ・ジョリープロデュース作、ブロードウェイミュージカル『アウトサイダー』がバーナード・B・ジェイコブス劇場で開幕した。第77回トニー賞	で12部門にノミネートされ、ミュージカル作品賞、ミュージカル演出賞、ミュージカル照明デザイン賞、ミュージカル音響デザイン賞の4部門を受賞した。制作にはコッポラの製作会社アメリカン・ゾエトロープも参加している。式典にはコッポラ、祝福に集まったC・トーマス・ハウエル、ラルフ・マッチオらと受賞者達の記念撮影の様子がInstagramに流れた。